# Umberto Paganelli
Umberto Paganelli (Genova, 11 luglio 1956 – Genova, 4 febbraio 2015) è stato un pattinatore artistico a rotelle italiano.

## Biografia
Campione Italiano assoluto di Pattinaggio Artistico a rotelle dal 1971 al 1977, ha partecipato ai Campionati del Mondo di Pattinaggio Artistico a Rotelle dal 1971 al 1976 (3º Classificato ai Campionati del Mondo nel 1976), Medaglia di Bronzo e d'Argento al Valore Atletico, Membro del Consiglio direttivo Associazione Nazionale Atleti Olimpici e Azzurri d'Italia - Genova, Membro del Comitato Regionale Ligure della Federazione Italiana Hockey Pattinaggio.